# Біологічна активність
Біологі́чна активні́сть (рос. биологическая активность, англ. biological activity) — здатність речовини викликати певну біологічну дію. 

## Загальна характеристика
Біологічна активність кількісно визначається за певними стандартизованими біологічними тестами, такою мірою зокрема є обернена концентрація ліків, неохідна для того, щоб досягнути визначеного рівня даної біологічної дії. Для оцінки біологічної активності може бути використано Схему Топлісса.
Між фізико-хімічними властивостями речовин й проявом ними біологічної активністі існує зв'язок. Наприклад, сила наркотичної дії деяких речовин зменшується із збільшенням їх розчинності у воді. Існує зв'язок між наркотичною здатністю й розподілом речовин у системі вода-ліпід. 
Структура {\displaystyle S} хемічної сполуки {\displaystyle Y}, позначена {\displaystyle S_{Y},} може бути виражена через набір декотрих структурних параметрів {\displaystyle S_{Y}=\{S_{Y}^{i}\},\,\,i={\overline {1,n}}.} Існує зв'язок між структурою речовини та її біологічною активністю, тобто є декотра функція {\displaystyle F_{Y}(S_{Y},A_{Y}),} пов'язуюча активність {\displaystyle A} речовини {\displaystyle Y} із її структурою {\displaystyle S_{Y}} або окремими її характеристиками - {\displaystyle F_{Y}(S_{Y}^{i},A_{Y}).} Якщо вид функції {\displaystyle F(S,A)} встановлений, то функцію можна екстраполювати на сполуки ряду {\displaystyle Y_{1},Y_{2},Y_{3},...} із подібною структурою, яка відрізняється замісниками {\displaystyle X_{1},X_{2},...} або їх положенням у молекулі. З аналізу набору функцій {\displaystyle F_{Y_{1}}(S_{Y_{1}},A_{Y_{1}}),\,F_{Y_{2}}(S_{Y_{2}},A_{Y_{2}})...} можна виявити послідовність активностей речовин, наприклад {\displaystyle A_{X_{1}}>A_{X_{2}}>A_{X_{3}}....,} у деякому ряду сполук. 
Для отримання робочої моделі ({\displaystyle F(S,A)}), достовірність якої у подальшому потрібно оцінити, припускається, що молекули біологічно активної речовини зазнають у організмі ряд фізико-хімічних й хімічних перетворень: розчинення, сорбцію, розподіл, кон'юґацію, хемічну реакцію, виділення тощо. Будь-який із цих етапів або їхня комбінація у кожному конкретному випадку може визначати спрямованість фармакологічної дії речовини або бути лімітуючою стадією сумарного ефекту, який визначається як біологічна активність.

## Інструментальне визначення
Прилади на основі магніторезистивних донорів дозволяють визначати біологічну активність.